# 科南特赖-沃尔夫鲁瓦
科南特赖-沃尔夫鲁瓦（法語：Connantray-Vaurefroy，法語發音：[kɔnɑ̃tʁɛ vɔʁfʁwa]）是法国马恩省的一个市镇，属于埃佩尔奈区。该市镇于1867年由原市镇科南特赖（Connantray）和沃尔夫鲁瓦（Vaurefroy）合并而成。

## 地理
科南特赖-沃尔夫鲁瓦（48°44'50"N, 4°3'42"E）面积28.83 平方千米，位于法国大東部大區马恩省，该省份为法国东北部内陆省份，北起阿登省，西北接埃纳省，西南接塞纳-马恩省，南至奥布省，东南接上马恩省，东临默兹省。
与科南特赖-沃尔夫鲁瓦接壤的市镇（或旧市镇、城区）包括：瑟穆瓦讷、厄维、费尔尚普努瓦斯、古尔冈松、朗阿雷、蒙泰普勒、瓦西蒙和沙普拉讷。
科南特赖-沃尔夫鲁瓦的时区为UTC+01:00、UTC+02:00（夏令时）。

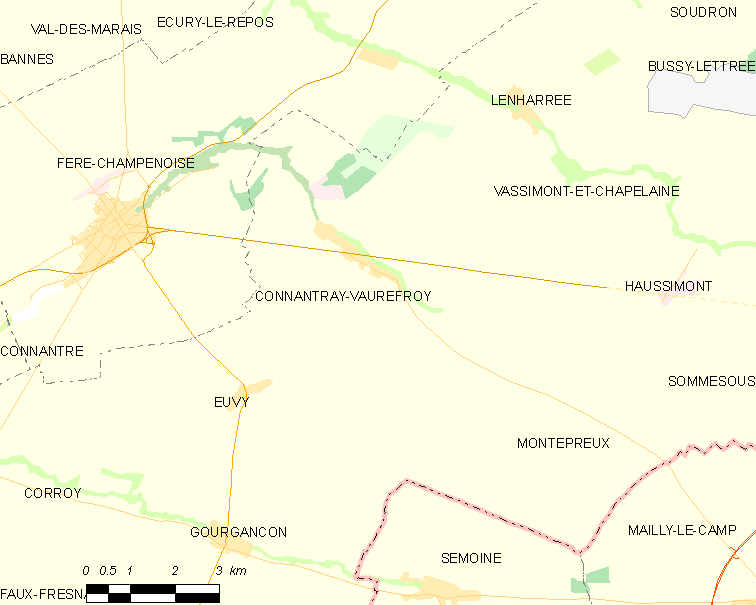
科南特赖-沃尔夫鲁瓦的OSM定位图

## 行政
科南特赖-沃尔夫鲁瓦的邮政编码为51230，INSEE市镇编码为51164。

## 政治
科南特赖-沃尔夫鲁瓦所属的省级选区为韦尔蒂-香槟平原县。

## 人口

1962-2008年间科南特赖-沃尔夫鲁瓦人口变化图示

科南特赖-沃尔夫鲁瓦于2022年1月1日时的人口数量为137人。